# Rachicerus samuelsoni
Rachicerus samuelsoni är en tvåvingeart som beskrevs av Akira Nagatomi 1982. Rachicerus samuelsoni ingår i släktet Rachicerus och familjen vedflugor. Inga underarter finns listade i Catalogue of Life.